# 欧文汉
欧文汉（1963年5月—），男，广东潮阳人，中华人民共和国政治人物。曾任财政部办公厅主任、部长助理等职。

## 生平
1985年毕业于湖北财经学院财政专业，历任财政部办公厅研究处办事员、科员、副主任科员、主任科员，新闻处副处长、处长、研究处处长等职。2000年至2007年，任财政部办公厅副主任。2007年，任财政部干部教育中心主任兼中华会计函授学校校长。2009年，任财政部综合司司长兼清理规范津贴补贴办公室主任。2014年，任财政部办公厅主任。2015年3月至2015年7月，在中共中央党校第38期中青年干部培训一班学习。2019年12月，任财政部党组成员、办公厅主任、新闻发言人。2023年5月26日，卸任部长助理职务。